# Saul Steinberg
Saul Steinberg (* 15. Juni 1914 in Râmnicu Sărat; † 12. Mai 1999 in New York) war ein rumänisch-US-amerikanischer Zeichner und Karikaturist. Bekannt wurde er vor allem durch seine Cartoons und Titelbilder für das Magazin The New Yorker. Für diese Zeitschrift entstand auch ein Titelbild (veröffentlicht am 29. März 1976), das später zu einem beliebten Postermotiv werden sollte: eine perspektivisch verzerrte Landkarte, die von einer New Yorker Straße ausgehend einen Teil der Weltkugel abbildet und als grafische Idee für beliebige andere Orte abgewandelt wurde.

## Leben

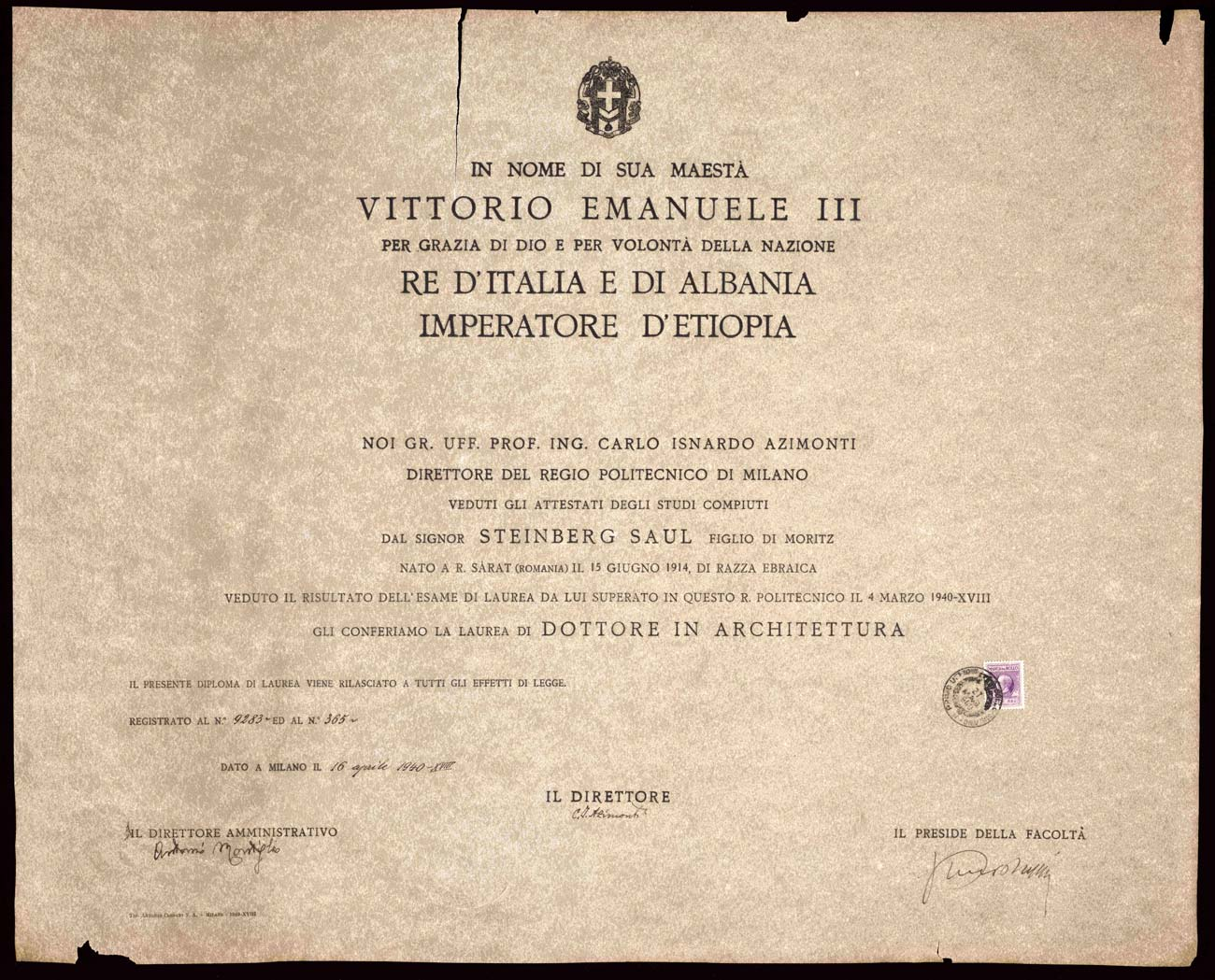
Diplom Steinbergs

Steinberg wurde 1914 im rumänischen Râmnicu Sărat als Sohn des Buchbinders und Kartonagen-Fabrikanten Maurice Steinberg und dessen Frau Rosa Jacobson Steinberg geboren. Er begann ein Studium der Soziologie und Psychologie an der Universität Bukarest. 1932 siedelte er nach Mailand um und wechselte dort 1933 an das Politecnico zum Architekturstudium, das er 1940 abschloss. Während seines Studiums begann er zu zeichnen und veröffentlichte seine Zeichnungen in der humoristischen Wochenzeitung Bertoldo, die er gemeinsam mit dem Journalisten Giovannino Guareschi 1936 gegründet hatte. Den Beruf eines Architekten übte er nie aus.
1941 floh er vor dem Antisemitismus der Nazis mit einem Pass, dessen Stempel er selbst gefälscht hatte, über Portugal in die USA, wurde aber von Ellis Island in die Dominikanische Republik abgeschoben, da die Aufnahmequote für Rumänen bereits erschöpft war. Von dort aus sandte er der Zeitschrift The New Yorker einige seiner Cartoons zu, in der Hoffnung auf eine Aufnahme in die USA, was auch tatsächlich geschah. Seitdem blieb er ein ständiger Mitarbeiter des New Yorker. Die abstrakt-expressionistische Malerin Hedda Sterne wurde 1943 seine Frau. Sie trennten sich in den 1970er-Jahren, ließen sich aber nie scheiden.
Im Zweiten Weltkrieg musste Steinberg in China maoistische Guerillakämpfer im Brückensprengen unterrichten und floh danach über die Berge nach Indien. Dann wurde er von William Donovan, dem Leiter des US-Nachrichtendienstes Office of Strategic Services (OSS), nach Nordafrika und Italien geschickt. Dort sollte er Cartoons zeichnen, die die Nazis und Faschisten lächerlich machten. Die Karikaturen wurden im OSS-Blatt Das Neue Deutschland abgedruckt und hinter den feindlichen Linien abgeworfen.
Nach dem Krieg wurde sein Stil mehr abstrakt, philosophisch und symbolisch.
Für den Pavillon der USA auf der Weltausstellung 1958 in Brüssel schuf er die Collage The Americans. Sie besteht aus acht Wandtableaus mit einer Gesamtlänge von 70 Meter. Steinberg stellt darin den US-Alltag zwischen großstädtischer Hektik und ländlicher Idylle dar. Nach dem Ende der Weltausstellung kamen die Tafeln, für Transport und Lagerung in 84 Teile zerschnitten, schließlich in die Sammlung der Königliche Museen der Schönen Künste in Brüssel und wurden dort eingelagert. Selten wurden einzelne Tafeln gezeigt; erst 2013 wurden sie wieder als Einheit in einer Sonderausstellung im Museum Ludwig in Köln präsentiert.
Ende der 1960er-Jahre wurden seine Zeichnungen pessimistischer im Ton, vor allem in Bezug auf das Stadtleben von New York (Hausfassaden als erschreckende Irrgärten, Micky Maus in Stiefeln als Terrorist). 1968 wurde er in die American Academy of Arts and Letters und 1978 in die American Academy of Arts and Sciences aufgenommen.
Für den 1983 Mouton Rothschild entwarf Steinberg das Etikett. Für die letzte 1982 erschienene Ausgabe von Derrière le Miroir No. 250, welche dem 1981 verstorbenen Aimé Maeght gewidmet ist, wurde die Grafik des Umschlags von Saul Steinberg geschaffen (neben 23 weiteren Original-Grafiken bedeutender Künstler des 20. Jahrhunderts im Buch).
1999 starb Saul Steinberg in New York.

## Werke
- All in Line, New York, Duell, Sloan & Pearce, 1945.
- The Art of Living, New York, Harper & Bros., 1949.
- The Passport, New York, Harper & Bros., 1954.
- Dessins, Paris, Gallimard, 1956.
- The Americans, Expo, Brüssel, 1958.
- The Labyrinth, New York, Harper & Row, 1960.
- The New World, New York, Harper & Row, 1965.
- Le Masque, Paris, Maeght Editeur, 1966.
- The Inspector, New York, Viking Press, 1973.
- Saul Steinberg, New York, Alfred A. Knopf, 1978.
- The Discovery of America, New York, Alfred A. Knopf, 1992.
- Reflections and Shadows, New York, Random House, 2002.

Deutsche Ausgaben:
- Steinberg’s Umgang mit Menschen, Hamburg, Rowohlt, 1954.
- Steinberg’s Passport, Hamburg, Rowohlt, 1954.
- Steinberg’s Labyrinth, Hamburg, Rowohlt, 1961.
- Steinberg’s Paperback, Hamburg, Rowohlt, 1964.
- Der Inspektor, Hamburg, Rowohlt, 1973.
- Saul Steinberg, Hamburg, Rowohlt, 1979.
- Die Entdeckung Amerikas, Zürich, Diogenes, 1992.
- Schatten und Spiegelungen, Zürich, Diogenes, 2002.

## Ausstellungen
- 2013: Saul Steinberg – The Americans, Museum Ludwig Köln.
- 2021: Saul Steinberg: Lines that Transform the Real World. ginza graphic gallery Tokyo.[3]
- 2023: Maske und Gesicht. Inge Morath und Saul Steinberg, Museum der Moderne Salzburg Salzburg.